# Sonate pour violoncelle et piano no 1 de Fauré
Pour les articles homonymes, voir Sonate pour violoncelle et piano.
La Sonate pour violoncelle et piano en ré mineur opus 109 est la première des deux sonates pour violoncelle de Gabriel Fauré.

## Contexte
La Sonate pour violoncelle et piano est composée un an après la Sonate pour violon et piano no 2 de Fauré, en 1917, d'abord à Paris et achevée lors de l'été à Saint-Raphaël pour les deux premiers mouvements. Le finale est écrit en trois semaines et achevé le 18 août 1917.

## Création
L'œuvre est créée le 19 janvier 1918 par André Hekking au violoncelle et Alfred Cortot au piano, salle de la Société des concerts (Ancien Conservatoire), lors d'un concert de la Société nationale de musique. Le dédicataire de l'œuvre est le violoncelliste Louis Hasselmans, qui en donne une seconde audition au Théâtre des Champs-Élysées en 1918.
Selon Harry Halbreich, « il faut persévérer au-delà de ce contact premier pour découvrir un nouveau chef-d'œuvre, d'une densité de pensée exceptionnelle, encore soulignée par une tension contrapuntique magistrale, d'une expression sobre et virile, d'une vigueur rythmique digne du meilleur Roussel. Au reste, les deux derniers mouvements sont d'un abord plus apaisé que le premier ».

## Structure
L'œuvre est en trois mouvements :
1. Allegro à 
 en ré mineur ;
2. Andante à 
, en sol mineur ;
3. Finale: Allegro commodo à , en ré mineur.

La durée d'exécution est d'environ dix-neuf minutes.

## Analyse

### Premier mouvement
Le premier mouvement de la sonate est de forme sonate classique bithématique, mais il possède un important développement terminal. Pour François-René Tranchefort, il présente une force de caractère voire « une certaine rudesse ». Le premier thème aux accents rêches est énoncé au violoncelle tandis que le piano scande son accompagnement où s'insèrent des silences. Comme dans la Sonate pour violon et piano no 2, le thème pourrait bien provenir de l'allegro de la Symphonie en ré mineur détruite par Gabriel Fauré, et pourrait bien avoir inspiré aussi le troisième acte de son opéra Pénélope, notamment dans l'air de colère d'Ulysse. On retrouve en effet ce caractère colérique dans ce mouvement. Le conséquent du premier thème, plus mélodique, entraine un dialogue contrapuntique entre le violoncelle et le piano. Le second thème, en fa majeur, parait plus tendre. Le développement présente les deux thèmes en opposition, mais porte la faveur au premier thème. C'est cependant dans la réexposition que les deux thèmes se mélangent véritablement. Le développement final est dévolu au premier thème exclusivement et dans une certaine brutalité, jusqu'à une coda dans le ton de ré mineur.

### Deuxième mouvement
Ce mouvement est de forme ternaire bithématique de type A-B-A' où chaque partie se compose de deux sous-parties a et b. Son atmosphère en est calme et contemplative. Les deux thèmes sont mélodiques, et si le premier est en rythmes pointés sur trois octaves, évoquant une danse noble, une « grave sarabande » selon Harry Halbreich, le second, dans une atmosphère dolce, est plus modale et a des airs de triste mélopée. Contrairement au premier mouvement, Gabriel Fauré ne cherche pas le contraste mais une discussion entre les deux thèmes avec des variations régulières. La coda est dominée par le thème b, et est d'aspect lyrique et tendre dans la tonalité homonyme de sol majeur.

### Troisième mouvement
Le troisième mouvement présente de grandes ressources techniques et expressives au violoncelle. Là encore, il y a deux thèmes qui drainent le mouvement : le premier est une longue phrase, notée con grazia, tandis que le second est plus expressif, mais comprends de grands intervalles et des syncopes très caractéristiques. Le développement présente des variations sur ces deux thèmes, bien que le premier prédomine pour beaucoup, avec notamment une grande section canonique. La réexposition présente le premier thème de façon plus libre, tandis que le second est repris de façon stricte. Un développement terminal, le plus important des deux développements, suit, avant une coda reprenant le rythme vigoureux et conclue la pièce.